# Teodor Heneczek

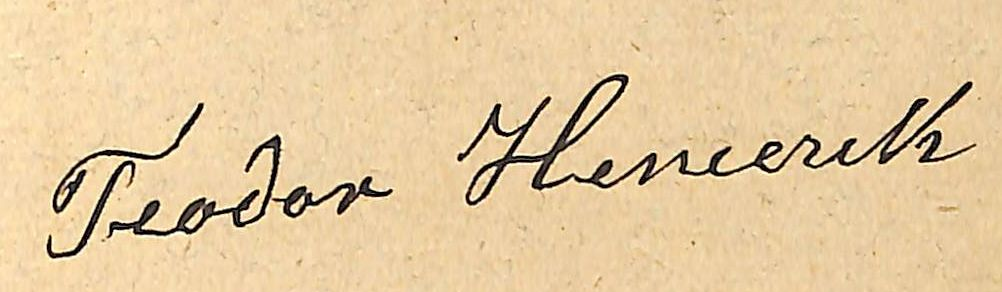
Autograf Teodora Heneczka w 1888 r.

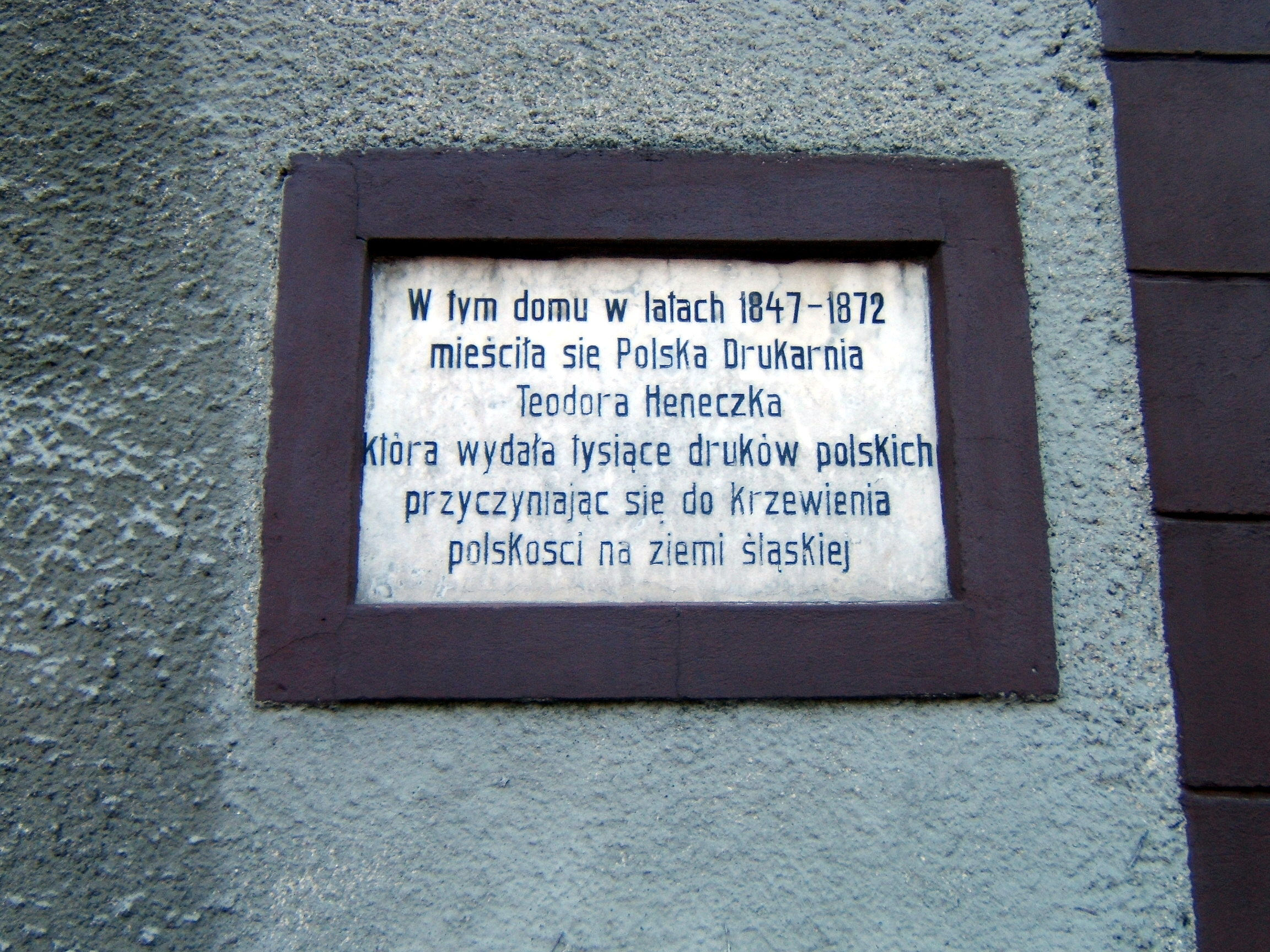
Tablica pamiątkowa na budynku w którym znajdowała się drukarnia Teodora Heneczka (ul. Bytomska 176 w Piekarach Śląskich)

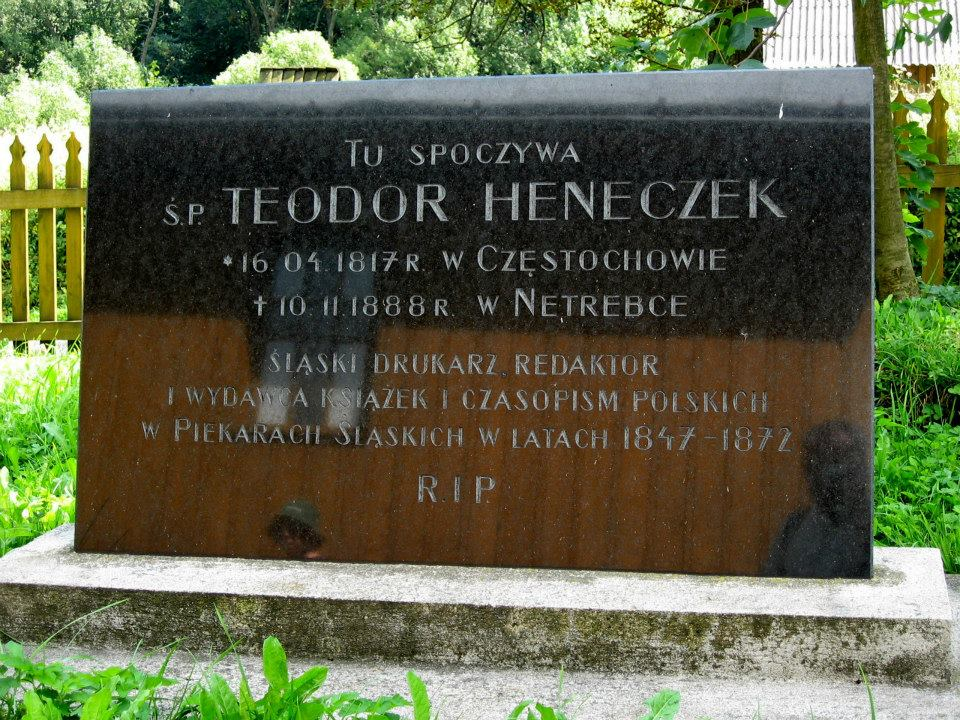
Tablica nagrobna Teodora Heneczka na cmentarzu przy kościele w Nowosielcach Kozickich.

Teodor Wojciech Heneczek (ur. 16 kwietnia 1817 w Częstochowie, zm. 10 listopada 1888 w Netrebce) – górnośląski drukarz, redaktor i wydawca.
Był jednym z pierwszych polskich drukarzy i wydawców książek i prasy na Górnym Śląsku. W 1847 r. podjął z ks. Alojzym Fickiem – proboszczem piekarskim – współpracę, po zakończonej współpracy z Tomaszem Nowackim. Założył w Piekarach Śląskich przy współpracy z Tomaszem Nowackim drugą po nim, który założył pierwszą  na Górnym Śląsku polskojęzyczną drukarnię w Mikołowie, gdzie w obu drukarniach były wydawane książki do nabożeństwa, śpiewniki, literatura staropolska, kalendarze oraz dzieła górnośląskich pisarzy (ok. 40 tytułów). Drukował również polskie czasopisma, takie jak: „Dziennik Górnośląski”, „Tygodnik Katolicki”, oraz „Poradnik dla ludu górnośląskiego”. W latach 1868–1872 wydawał „Zwiastun Górnośląski” (Zwiastun Górno-szląski).
25 maja 2017 Rada Miasta Piekary Śląskie nadała Miejskiej Bibliotece Publicznej w Piekarach Śląskich imię Teodora Heneczka.

## Dom rodzinny
Teodor był dwunastym i zarazem ostatnim dzieckiem sukiennika, nauczyciela i pisarza miejskiego Franciszka Heneczka (1764-1843) i Marianny z domu Kraus (1775-1829). Korzenie rodziny Teodora sięgają Pyskowic (Peiskretscham) z końca XVIII w., jednego z najstarszych miast na Górnym Śląsku, leżącego na terenie dzisiejszego powiatu gliwickiego. W Pyskowicach przyszło na świat jedenaścioro rodzeństwa Teodora, które otrzymało chrzest w miejscowym kościele św. Mikołaja: Weronika (1794-?), Maciej Józef (1798-1814), Antonina (1800-1829), Jan (1802-1854), Rudolf Grzegorz (1804-1873), Marianna (1806-?), Marianna Katarzyna (1807-?), Beata (?-1809), Benigna Marianna (1809-1886), Karol Franciszek (1812-1812) i Konstantyn (1814-1865). Teodor jako jedyny z rodzeństwa urodził się już po przeprowadzce rodziców do Częstochowy w domu nr 50, w Colonii Sancta Barbara, tuż przy kościele św. Barbary i nieopodal klasztoru na Jasnej Górze. Chrzest Teodora odbył się 18 kwietnia 1817 r. w kościele parafialnym św. Zygmunta. W księgach metrykalnych przechowywanych w Archiwum Archidiecezji Częstochowskiej im. ks. Walentego Patykiewicza, znajduje się akt chrztu potwierdzający to wydarzenie:
Roku tysiąc osiemset siedemnastego, dnia osiemnastego miesiąca kwietnia o godzinie szóstej po południu. Przed nami proboszczem częstochowskim, urzędnikiem stanu cywilnego gminy i powiatu częstochowskiego w województwie kaliskim stawił się Franciszek Chynecki sukiennik liczący lat pięćdziesiąt trzy, u świętej Barbary zamieszkały i okazał nam dziecię płci męskiej, które urodziło się w domu pod numerem pięćdziesiątym dnia szesnastego miesiąca kwietnia roku bieżącego o godzinie drugiej rano, oświadczając, iż jest spłodzone z niego i z Maryanny z Krawczów liczącej lat czterdzieści dwa, jego małżonki i że życzeniem jego jest nadać mu imię Teodor Wojciech. Po uczynieniu powyższego oświadczenia i okazania dziecięcia w przytomności Jędrzeja Snaydra, rzeźnika liczącego lat trzydzieści w Nowej Częstochowie zamieszkałego i Sebastiana Styrczewskiego sołtysa liczącego lat trzydzieści u świętej Barbary zamieszkałego. Poczem akt niniejszy stawającym przeczytany i podpisany przez nas, ile że osoby wyżej wymienione pisać nie umieją .
X. Hilarion Szaffranowicz proboszcz parafii częstochowskiej sprawujący obowiązki urzędnika stanu cywilnego.
Pierwsze kroki w profesji czarnej sztuki Teodor Heneczek stawiał w drukarni klasztornej na Jasnej Górze, podobnie jak jego bracia: Jan, Rudolf Grzegorz i Konstantyn. Potwierdzone jest, że od 5 marca 1837 r. zatrudniony był tam jako preser na Jasnej Górze. W jasnogórskim archiwum znajdują się zapiski dotyczące wynagrodzenia za pracę zecerską trwającą od marca do sierpnia 1837 r.

## Przeprowadzka na Górny Śląsk

### Pyskowice
Wiosną 1844 r. 27-letni Teodor Heneczek otrzymał kartę poborową do carskiej armii. Nie zamierzał służyć w armii zaborcy, dlatego latem opuścił Częstochowę i nielegalnie przekraczając granicę na Brynicy, osiedlił się w mieście Peiskretscham, czyli Pyskowicach. Decyzję o wyjeździe ze znajdującej się pod rosyjskim zaborem Częstochowy mogła spowodować również chęć dalszego rozwoju i zmysł przedsiębiorczy. Teodor Heneczek miał świadomość, że polskojęzyczni mieszkańcy Górnego Śląska wyrażali zapotrzebowanie na drukowane słowo w rodzimym języku i wyczuł możliwość zorganizowania dochodowego interesu. Niedługo po tym Teodor Heneczek nawiązał kontakt z Tomaszem Nowackim (1802-1884) z położonego 35 km od Pyskowic Mikołowa. Rozpoczął u niego pracę jako czeladnik introligator. Starał się również o koncesję na założenie własnej drukarni, ale władze rejencji opolskiej odrzuciły jego wniosek.
27 stycznia 1847 r. 30-letni Teodor zawarł w kościele św. Mikołaja w Pyskowicach związek małżeński z młodszą o dwa lata Pauliną Werner z domu Mastalską (Masztalską). Ze związku małżeńskiego Pauliny i Teodora Heneczków urodziło się siedmioro dzieci: trzy córki, trzech synów i dziecko martwe bez określonej w akcie urodzenia płci. Jako pierwsze, jeszcze w Pyskowicach, urodziły się 30 maja 1847 r. córki bliźniaczki: Emilia Józefina i Maria Franciszka, ale po kilku miesiącach zmarły, najprawdopodobniej wskutek tyfusu: Emilia 18 sierpnia, a Maria 3 września. Kolejne dzieci rodziły się już w Niemieckich Piekarach: Adam 6 lutego 1849 roku (żył 4 godziny), Julia Wiktoria 26 maja 1850 r., Ignacy August 11 listopada 1853 r. oraz Franciszek Ignacy Jan 17 lutego 1856 r. W 1860 roku przyszło na świat dziecko martwe i było to ostatnie z potomstwa Teodora i Pauliny Heneczków.

### Piekary Śląskie
Teodor Heneczek osiedlił się w XIX-wiecznych Niemieckich Piekarach (dziś Piekarach Śląskich) w połowie 1847 roku. Piekary nie miały statusu miasta, ale w połowie XIX wieku były jedną z największych miejscowości w powiecie bytomskim, licząc ponad 1500 mieszkańców. Już w pierwszej połowie XIX wieku miejscowość ulegała gwałtownym procesom urbanizacji i industrializacji szczególnie w sąsiadującym Szarleju. To właśnie tam w 1811 r. spadkobiercy Georga Gieschego założyli kopalnię Szarlej, która w owym okresie była największą i najbardziej dochodową kopalnią rud cynkowych na Górnym Śląsku. Na decyzję o przyjeździe do Piekar mógł mieć wpływ piekarskiego proboszcza księdza Jana Alojzego Ficka, który pragnął mieć wydawnictwo w centrum prowadzonej przez siebie działalności. Ksiądz Ficek poznał w Pyskowicach Teodora Heneczka, który w 1847 roku ożenił się z Pauliną Werner, siostrą ks. Augustyna Masztalskiego, wówczas wikarego w Piekarach. Za sprowadzeniem światłego i ambitnego drukarza z Pyskowic stał także ks. Adrian Włodarski, który poinformował księdza Jana Alojzego Ficka o zawodowych planach Teodora Heneczka. Ks. Adrian Włodarski udzielał Heneczkowi ślubu w pyskowickim kościele św. Mikołaja.

## Dorobek wydawniczy - druki zwarte

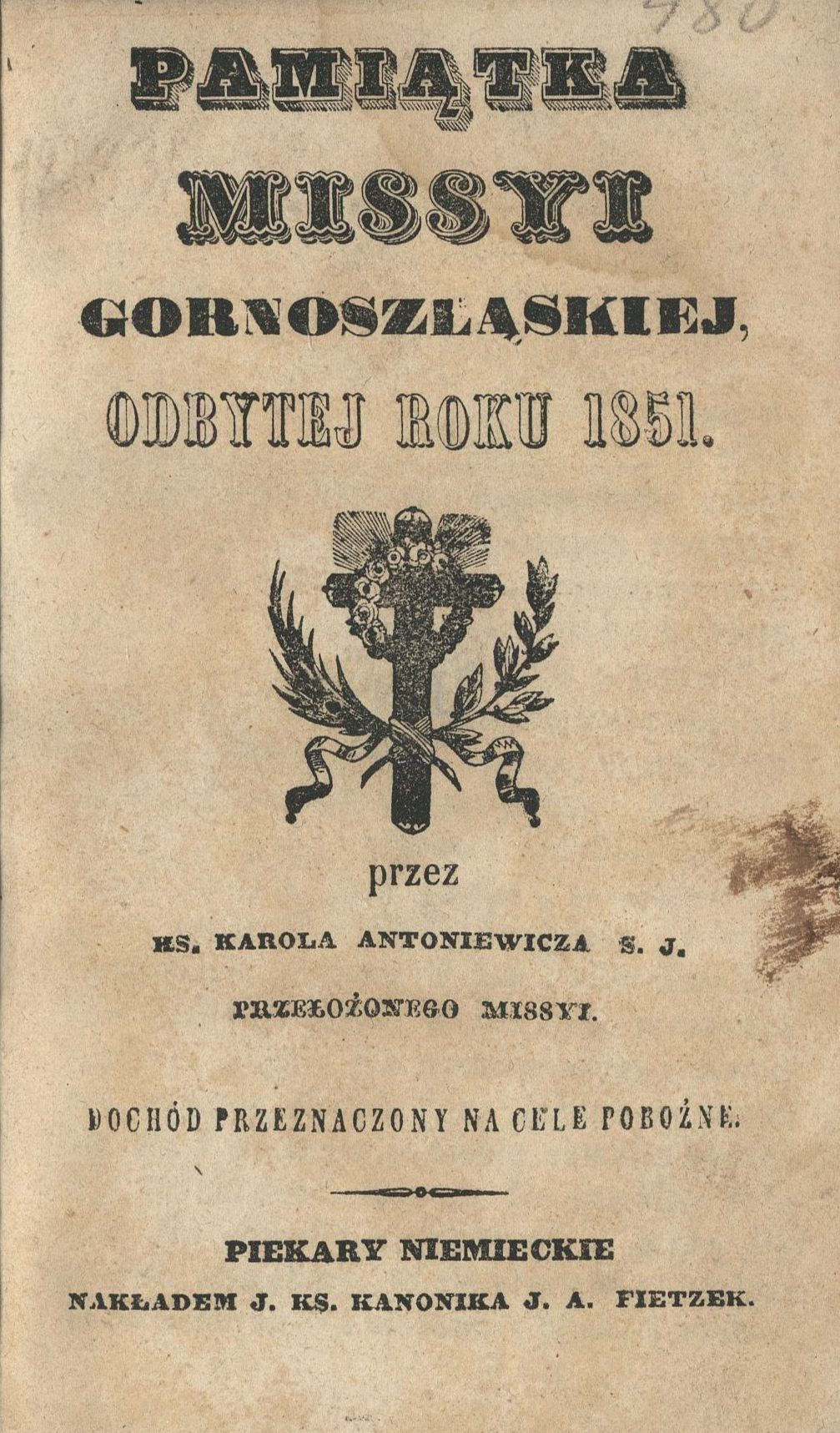
Karta tytułowa druku z 1851 r.

Produkcja wydawnicza Teodora Heneczka miała zbliżony profil do innych górnośląskich drukarni w tym okresie. Wytłoczone przez niego książki reprezentowały przyzwoity poziom typograficzny i charakteryzowały się wysokimi nakładami. Ich dystrybucja odbywała się poprzez handel na straganach, książki trafiały do księgarń w Wielkopolsce, Królestwie Polskim i Galicji. Wydawane druki przynosiły mu nie tylko sławę poza granicami Górnego Śląska, ale także znaczne dochody. Ponieważ nie zachował się lub nigdy nie powstał katalog wydawniczy Teodora Heneczka, trudno dziś oszacować, ile dokładnie książek wyszło spod jego pras. Na pewno ukazywały się druki modlitewne, tajemnice różańca, kantyczki, książeczki wpisowe do bractw, książki do nabożeństwa, modlitwy i pieśni ku czci Matki Boskiej Piekarskiej, literatura historyczna i gospodarcza, nieliczna beletrystyka oraz druki okolicznościowe. Pierwszym drukiem, który ukazał się pod piekarskim szyldem, była broszurka z wydania jasnogórskiego Ołtarzyk mały albo ćwiczenie się w nabożeństwie dla młodzieży z 1847 r. Książki wydawane przez Teodora Heneczka od samego początku miały poparcie miejscowego duchowieństwa. Początkowo realizowany był przede wszystkim program wydawniczy ks. Jana Alojzego Ficka. Wiele tytułów to druki anonimowe, ale duża część z nich mogła wyjść spod pióra piekarskiego proboszcza. Księdzu Fickowi przypisuje się autorstwo przynajmniej trzech druków z 1849 roku. Działalność wydawnicza ks. Ficka miała na celu dostarczenie czytelnikowi górnośląskiemu literatury, która spełniałaby zarówno misję ewangelizacyjną i moralizatorską, jak i patriotyczną, dlatego sięgano po autorów katolickich dzieł z najwyższej półki. Należeli do nich między innymi: Florian Jaroszewicz, ks. Józef Szafranek, ks. Karol Bołoz Antoniewicz, ks. Antoni Stabik, ks. Józef Laxy, ks. Iwo Czeżowski, ks. Maciej Smoleński oraz Jan Kanty Dąbrowski, którego Książka do nabożeństwa dla katolików doczekała się siedmiu wznowień. Część tej produkcji ukazywała się w ramach zainicjowanej przez Teodora Heneczka serii Wydawnictwa Dzieł Katolickich nadzorowanej przez miejscowe duchowieństwo, do którego należało badanie i zalecanie wartościowszych rękopisów do druku oraz czuwanie nad niską ceną książki.

### Modlitewniki

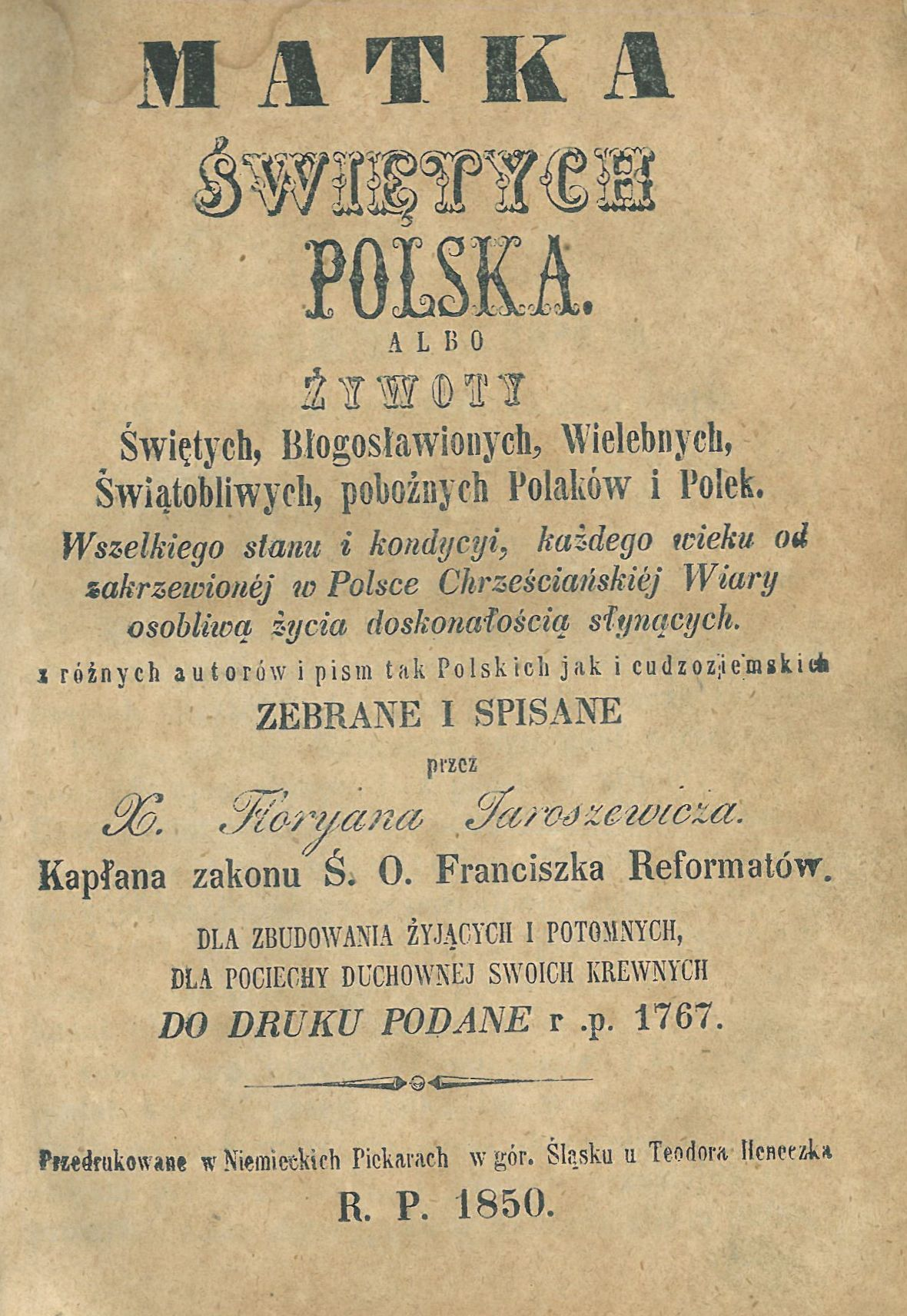
Karta tytułowa druku z 1850 r.

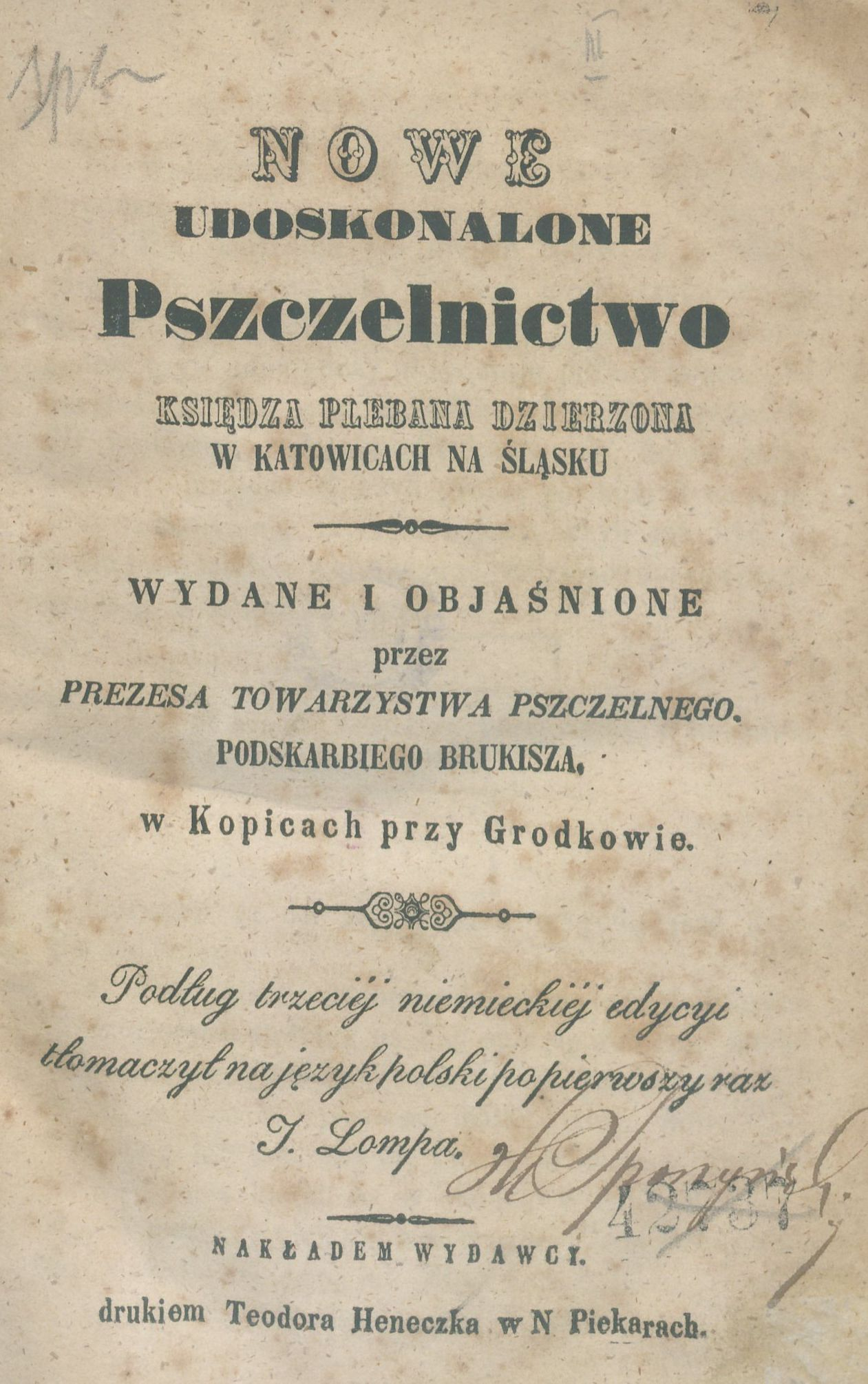
Karta tytułowa druku Nowe udoskonalone pszczelnictwo z 1852 r.

Dużą część piśmiennictwa religijnego oficyny Heneczka stanowiły modlitewniki, które cieszyły się ogromnym zainteresowaniem wśród odbiorców na Górnym Śląsku. Można je było nabyć na miejscu w drukarni, na jarmarkach i odpustach, a także w parafiach. W tej grupie można wymienić między innymi wydaną w 1849 r. Książkę do modlenia przez Im. Arcybiskupa Dunina…, pochodzące z tego samego roku Pobożne życzenie czyli nabożeństwo na wszystkie dni wielkiego postu, czy Memento Mori. To jest pamiętaj na śmierć! Książka zawierająca czytanie duchowne, nabożeństwo do św. Barbary… z 1859 r. Na uwagę zasługuje również pozycja Katolik w modlitwie, czyli książka do nabożeństwa oraz śpiewnik kościelny z 1866 r. i 1868 r. Teodor Heneczek wydał również Manualik dla użytku członków ustanowionego od Ojca św. Piusa IX Bractwa Trzeźwości pod opieką Najświętszej Maryji Gromnicznej..., który szybko został wykupiony przez członków Bractwa Trzeźwości. W 1857 r. ukazał się liczący 164 strony Zbiór najpotrzebniejszych i powszechnie używanych pieśni i modlitw…. Rok później piekarskie prasy drukarskie opuścił, liczący 612 stron, obszerny zbiór modlitw pt. Modlitwy Świętej Gertrudy z dodatkiem nabożeństwa o Męce Zbawiciela, czyli zabawy na Post Wielki… Książki z tej kategorii, po wyczerpaniu nakładu, były często wznawiane, co świadczy o dużej popularności religijnego słowa drukowanego.

### Hagiografia
W oficynie Teodora Heneczka powstawały również pozycje o charakterze hagiograficznym. W tej kategorii na uwagę zasługują z pewnością Żywoty Świętych przez Xiędza Piotra Skargę. Za staraniem Xiędza Jana Alojzego Fietzek… z 1848 r., Żywot błogosławionego Jana Sarkandra ze Skoczowa w Szląsku autorstwa Józefa Guziura z 1860 r. oraz nowe wydanie dzieła Floriana Jaroszewicza, XVIII-wiecznego reformata pt. Matka świętych Polska albo żywoty Świętych i Błogosławionych, Wielebnych, Świątobliwych, pobożnych Polaków i Polek wszelkiego stanu i kondycji, każdego wieku...Teodor Heneczek w 1850 r. dokonał przedruku wydania z 1767 r. z Krakowa, o czym informuje karta tytułowa. Książka ta jest obszernym źródłem do poznania świadomości religijnej Polaków z połowy wieku XVIII, o wyraźnie patriotycznym charakterze, podkreślającym organiczną więź Śląska z całością ziem polskich.

### Prace jezuitów
W piekarskiej oficynie ukazywały się prace współczesnych kaznodziejów, w tym przede wszystkim jezuity Karola Bołoz Antoniewicza, pt. Ochronka z 1848 r. o zorganizowaniu przedszkola dla dzieci w Jesioniku (Freiwaldau) w Czechach, Misja w Krobii oraz Groby Świętych polskich z 1851 r. W tym samym roku ukazała się w Piekarach książka Pamiątka missyi górnoszląskiej odbytej roku 1851, która mówiła o ważnym etapie w życiu ks. Antoniewicza, jakim była podróż na Śląsk, z polecenia kardynała Melchiora von Diepenbrocka. W trakcie swojego pobytu na Śląsku ks. Antoniewicz głosił tu kazania i nauki, które są cennym świadectwem realiów życia ówczesnych ludzi. Oprócz tekstów ks. Karola Antoniewicza Teodor Heneczek wydawał również prace innego jezuity i misjonarza ks. Iwo Czeżowskiego: Miesiąc Maj. Modlitwy, pieśni, uwagi o Maryi Pannie. Litania Loretańska i Przysługi… z 1849 r., Manualik dla użytku członków bractwa trzeźwości z 1854 r., Na cześć błogosławionego Andrzeja Boboli z 1854 r. oraz O naśladowaniu Najświętszej Maryi Panny z 1869 r.

### Śpiewniki
Znaczną część druków piekarskich stanowiły śpiewniki. Najpopularniejszą książką z tego gatunku był Dostateczny śpiewnik kościelny i domowy wraz z książką modlitewną dla wygody katolików, z różnych książek i śpiewników zebrany i ułożony, polecony przez (…) księcia biskupa wrocławskiego Melchiora de Diepenbrock i (…) sufragana wrocławskiego Daniela Latusek..., zawierający 522 pieśni. Do druku przygotował ją wydał na własny koszt Karol Boromeusz Piekoszewski (ok. 1808-1883) – młynarz z Brzozowic, dzisiejszej dzielnicy Piekar Śląskich. Karol Piekoszewski przy jego układaniu korzystał z materiałów śląskich i wzbogacał je pieśniami ogólnopolskimi. Zostały one zaczerpnięte w większości ze Śpiewnika kościelnego ks. Michała Mioduszewskiego, wydanego w Krakowie w 1838 r., oraz zgromadzone wśród ludu. Być może były także wśród nich utwory ks. Antoniego Stabika z Michałkowic, który przeprowadził korektę oraz sprawował nadzór nad jego drukiem. Józef Łepkowski, historyk i późniejszy rektor Uniwersytetu Jagiellońskiego w Krakowie, wspominał wizyty brzozowickiego młynarza w Bibliotece Jagiellońskiej:
Od wielu lat zbierał i zakupywał wszystkie tak obszerniejsze zbiory tego rodzaju, jako i pojedynczo wydawane pieśni nabożne. Widzieliśmy go nawet w naszej Jagiellońskiej Książnicy, wywiadującego się o podobne dzieła.
Spośród innych śpiewników, które ukazały się pod skrzydłami Teodora Heneczka, warto wymienić dwie pozycje z 1869 roku. Pierwsza to Wybór kościelny zawierający nabożeństwo kościelne i dawne oraz Wybór pieśni nabożnych na chwałę Boga, który doczekał się sześciu wydań.

### Literatura świecka
Literatura religijna zdominowała produkcję wydawniczą Teodora Heneczka. Współpraca z lokalnym duchowieństwem oraz specyfika miejsca, jako ośrodka pielgrzymkowego i kultu Matki Boskiej Piekarskiej, zaważyła na profilu wydawniczym piekarskiej oficyny. Na książki tego typu było bardzo duże zapotrzebowanie, ale nie były jedynymi, którym poświęcił się Teodor Heneczek. Część jego dorobku to literatura świecka. Początkowo Heneczek drukował utwory o treściach obyczajowych, związane z propagowanym przez ks. Ficka ruchem trzeźwości. Od lat 60. XIX wieku ukazywały się w piekarskiej drukarni powiastki dla młodzieży, opowiadania i literatura popularnonaukowa. Jedną z pierwszych była książeczka ludowa Józefa Lompy pt. Powiastka o pobożnych górnikach i książeczka ks. Józefa Laxy’ego Żywot Maryi de Moerl i Dominiki Lazzari w Tyrolu. W wydawnictwie Teodora Heneczka wychodziły także nieliczne powieści historyczne pt. Stary Bóg żyje. Opowiadanie historyczne dla ludu katolickiego przez Konrada de Bolanden, przetłumaczone przez ks. Norberta Bończyka w 1872 r. Największą wartość miał jednak utwór Karola Miarki pt. Szwedzi w Lędzinach. Powieść górnośląska z 30-letniej wojny, którego treść oparta była zarówno na legendach ludowych, jak i materiałach źródłowych zaczerpniętych ze starych kronik i ksiąg parafii w Lędzinach. Do dzieci i młodzieży skierowana była powiastka Macieja Smoleńskiego pt. Siostra Wiktoryja. Powiastka dla młodzieży z 1870 r. oraz ilustrowana książeczka pisana wierszem Józefa Kaczyńskiego Podarunek na kolędę dla małych i dużych

### Literatura gospodarcza
Kolejną grupą wydawnictw, które ujrzały światło dzienne po opuszczeniu zakładu Teodora Heneczka, były książki o charakterze rolniczym i gospodarczym. Problematyka ta miała na uwadze podniesienie oświaty wśród ludu i nauczenie go racjonalnej gospodarki i korzystania z najnowszych zdobyczy wiedzy ekonomicznej. Czołowe miejsce w tym gatunku zajmuje wydany w 1852 roku przekład Józefa Lompy z języka niemieckiego rewelacyjnej na owe czasy książki ks. Jana Dzierżonia Nowe udoskonalone pszczelnictwo (…) wydane i objaśnione przez prezesa Towarzystwa Pszczelnego Podskarbiego Brukisza w Kopicach przy Grodkowie… Autorem przekładu był urodzony w Oleśnie górnośląski poeta, tłumacz, publicysta i etnograf Józef Lompa, który na wstępie wyjaśniał swoje translatorskie motywacje i gorliwie zachęcał pszczelarzy do sięgania po książkę:
Skoro tylko książka Księdza Dzierżonia w języku niemieckim na widok publiczny wyszła i od Królewskiej Prześwietnej Rejencji w Opolu za nader pożyteczną zaleconą została, powziąłem wielką chęć, aby ją spolszczyć, życząc sobie żeby i mili ziomkowie moi, nieznający niemieckiego języka, z mego tłumaczenia korzystać mogli. (…) Rodacy! Kupujcie ją więc ochoczo, uczcie się z niej zwłaszcza wy nasi dotychczasowi pszczelarze i udzielajcie z niej innym potrzebnych wiadomości. Dla was to jedynie tej nader mozolnej pracy podjąć się nie żałowałem, dla której wiele bezsennych nocy przepędziłem. Wiedzcie przy tym, że nie dla własnego zysku, jako niektórzy błędnie mniemają, dla ubogacenia się piśmiennictwem
Józef Lompa wzbogacił dorobek wydawniczy Teodora Heneczka także innymi publikacjami. W 1853 r. wydrukował sprawozdanie Śląskiego Towarzystwa Pszczelarskiego pt. Do Prześwietnego Ekonomicznego Centralnego Towarzystwa Prowincji Śląskiej. W tym samym roku ukazała się w Piekarach jego własna praca Wskazówka do stosownej i korzystnej uprawy wiejskich warzywnych ogrodów, z dodatkiem o kwiatach i ziołach lekarskich…, a w 1852 roku opublikował w Piekarach Praktyczną naukę hodowania drzew owocowych z osobliwszym względem na włościan i młodzież szkolną na podstawie dzieł F. W. Ulricha. Wymienione wyżej książki były pokłosiem rolniczych i ogrodniczych zainteresowań Józefa Lompy. Zawierały porady na temat: zakładania szkółek, szczepień, walki ze szkodnikami, chorób drzew i roślin uprawnych.

## Dorobek wydawniczy - czasopisma

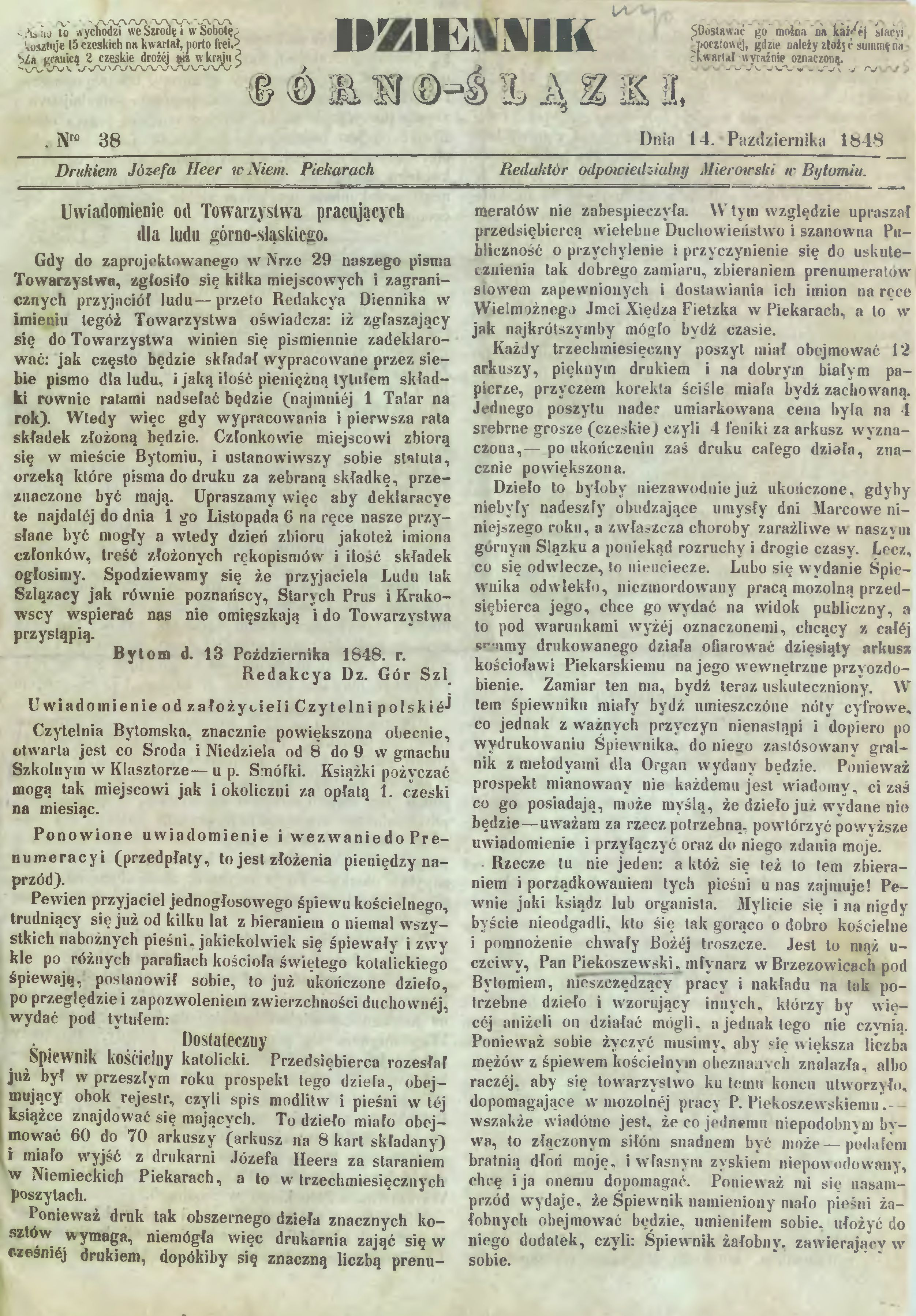
Strona tytułowa „Dziennika Górnośląskiego” drukowanego w Niemieckich Piekarach

Pojawienie się Teodora Heneczka w Piekarach i zawiązanie współpracy z księdzem Fickiem zaowocowało powstaniem liczącego się ośrodka prasowego, utrwalającego odrębność kulturową polskiej ludności na Górnym Śląsku i stanowiącego jeden z najważniejszych czynników społecznych tego regionu. Czasopisma wywierały wpływ na aktywizację narodowo-religijną ludności nie tylko Górnego Śląska, ale także Polski znajdującej się pod zaborami. Czasopisma wydawane przez Teodora Heneczka są źródłem wiedzy o ludziach, wydarzeniach i realiach śląskiego życia społecznego, politycznego i religijnego w XIX wieku. Zaliczają się do nich: „Dziennik Górnośląski”, „Tygodnik Katolicki”, „Zwiastun Górnośląski” i „Promotor Nabożeństwa do Św. Józefa i Przenajświętszej Rodziny”.

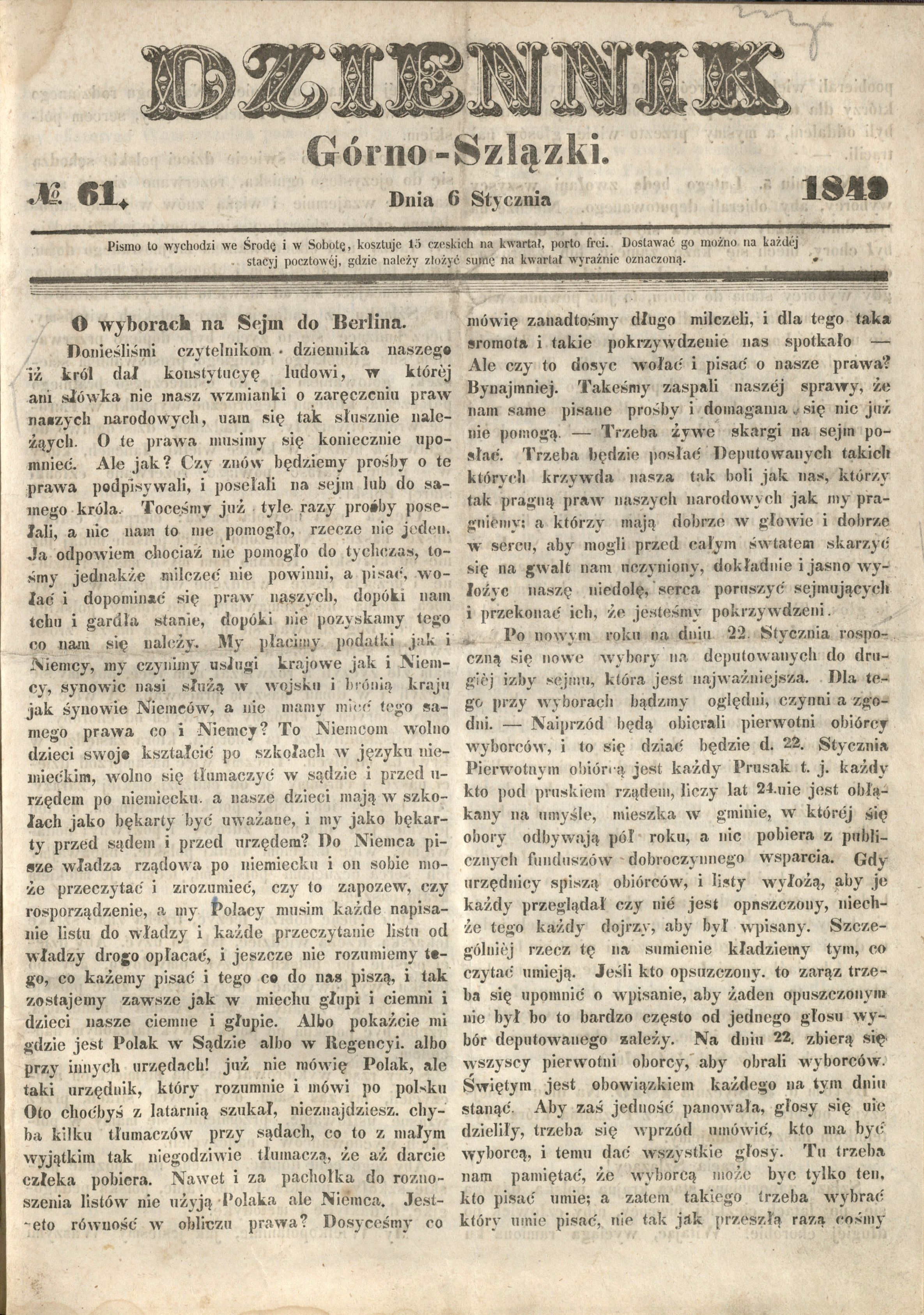
Strona tytułowa „Dziennika Górnośląskiego” drukowanego w Bytomiu.

### Dziennik Górnośląski
W drugim roku samodzielnej działalności Teodor Heneczek rozpoczął drukowanie pierwszego w historii miejscowości wydawnictwa periodycznego o nazwie „Dziennik Górno-Ślązki”. Mimo że na żadnym egzemplarzu gazety nie figuruje jego nazwisko, nie ulega wątpliwości, że to właśnie on napędzał maszyny drukarskie tłoczące gazetę. Zamiast Heneczka w winiecie figuruje wspomniany wcześniej Joseph Heer, dzięki któremu pismo, nie wzbudzając podejrzeń, mogło uzyskać koncesję niemieckiego urzędu. Pierwszy numer czasopisma ukazał się 3 czerwca 1848 roku, a ostatni 14 lipca 1849 roku i osiągnął liczbę 100 numerów. Szata graficzna pisma była skromna, tekst był dwuszpaltowy, a jego objętość wynosiła zaledwie 4 strony. Redakcję „Dziennika Górnośląskiego” tworzyli Aleksander Mierowski, pełniący funkcję redaktora odpowiedzialnego (dziś użylibyśmy sformułowania „redaktor naczelny”), Emanuel Smołka, ks. Józef Szafranek, Józef Lompa i Józef Łepkowski. Gazeta nie miała charakteru religijnego i ewangelizacyjnego, jak widziałby ją piekarski proboszcz ks. Jan Alojzy Ficek, który od początku pilnie śledził działalność redakcji. Gdy zorientował się, że gazeta zmierza w stronę radykalizmu narodowo-politycznego, dość szybko przestał firmować ją swoim autorytetem. Teodor Heneczek był człowiekiem głębokiej wiary i odczuwał potrzebę wspierania kościoła katolickiego, a w szczególności proboszcza, który znacząco przyczynił się do rozwinięcia przez niego działalności na terenie Piekar. Wskutek postawy redaktorów, którzy nie poddali się wpływom księdza Ficka, Teodor Heneczek już po trzech miesiącach zrezygnował z drukowania „Dziennika Górnośląskiego” w Piekarach. Redakcja została przeniesiona do sąsiedniego Bytomia i tam kontynuowała wydawanie pisma pod skrzydłami Klubu Narodowego, w drukarni Karola Kirscha. Z piekarskiej drukarni „Dziennik Górnośląski” wychodził do numeru 41 z 25 października 1848 r.Zmiana drukarza z Teodora Heneczka na Karola Kirscha ocaliła pismo na niecały rok. Do upadku czasopisma doszło w wyniku problemów finansowych i nieprzychylnego nastawienia niektórych podmiotów niemieckiej administracji. Odmawiano przyjmowania abonamentu oraz nie dostarczano kolejnych egzemplarzy pisma do prenumeratorów. Na łamach niemieckojęzycznej prasy śląskiej dopuszczano się ataków na „Dziennik Górnośląski” i jego twórców w postaci wrogich artykułów i oszczerstw. 14 lipca 1849 roku, po osiągnięciu równej liczby 100 numerów, „Dziennik Górnośląski” niespodziewanie zakończył swoją działalność.

### Tygodnik Katolicki
Po odejściu z redakcji „Dziennika Górnośląskiego” i zaprzestaniu jego drukowania Teodor Heneczek nie rezygnował z realizacji swoich planów wydawniczych. 17 września 1848 r. zaangażował się wraz z księdzem Janem Alojzym Fickiem w powstanie katolickiego Towarzystwa Maryańskiego, którego organem prasowym został „Tygodnik Katolicki". Pierwszy numer nowej gazety ukazał się 7 października 1848 r. i zawierał pełny protokół z pierwszego posiedzenia, z dołączonym spisem 91 uczestników, wśród których znaleźli się między innymi: ksiądz J. A. Ficek, ks. Bernard Purkop, ks. Antoni Stabik, ks. Augustyn Masztalski, ks. Karol Wrazidło, Teodor Heneczek, Karol Piekoszewski i Józef Heer. Na liście było ponad 60 mieszkańców Niemieckich Piekar. Za druk czasopisma od początku odpowiedzialny był Teodor Heneczek, ale na pierwszych siedemnastu numerach ukrywał się pod nazwiskiem Josepha Heera. Dane właściwego drukarza pojawiły się po raz pierwszy w nr. 18 z 3 lutego 1849 roku i pozostały już do końca, czyli do nr. 64 z 29 grudnia 1849 roku. „Tygodnik Katolicki” był czasopismem 8-stronicowym, jednoszpaltowym, drukowanym w niedużym i wygodnym formacie 20x13 cm. Na przestrzeni dwóch lat działalności tytułowy motyw graficzny winiety zmieniał się kilkukrotnie. Od nr. 1 do 13 w nagłówku widniała postać Matki Boskiej depczącej węża, z sentencją Kto mie najdzie, najdzie żywot, i wyczerpie zbawienie od Pana. Od numeru 14 do 46 obok wizerunku Matki Boskiej pojawił się nowy kościół piekarski. Od nr. 47 motyw ten został zastąpiony wizerunkiem Matki Boskiej Piekarskiej. W tygodniku zamieszczano wiadomości kościelne, rozprawy moralne, dzieje Kościoła, opisy miejsc świętych i podróży do ziemi świętej. Ogromną popularnością cieszyły się teksty jezuity ks. Karola Bołoza Antoniewicza pt. Listy z Krakowa, czy Groby Świętych Polskich, które przybliżały górnośląskim czytelnikom wiedzę o Krakowie, podtrzymywały poczucie przywiązania do ojczyzny, dawały lekcję historii Polski. Na łamach „Tygodnika Katolickiego” publikowali również: znawca kultury ludowej i autor prac religijnych ks. Józef Laxy, proboszcz z Michałkowic ks. Antoni Stabik czy ks. Bernard Purkop i ks. Szymon Perzych. „Tygodnik Katolicki” z końcem 1849 roku podzielił los „Dziennika Górnośląskiego”. Mimo że nie miał rewolucyjnego charakteru, nie podobał się pruskim władzom. Urzędy pocztowe podporządkowane rządowej administracji bojkotowały gazetę i celowo nie dostarczały egzemplarzy stałym abonentom. Władze rejencji opolskiej uznały również, że pismo miało bardziej charakter polityczny aniżeli religijny i nałożyły nań wysoką kaucję, doprowadzając „Tygodnik Katolicki” do upadku.

### Zwiastun Górnośląski

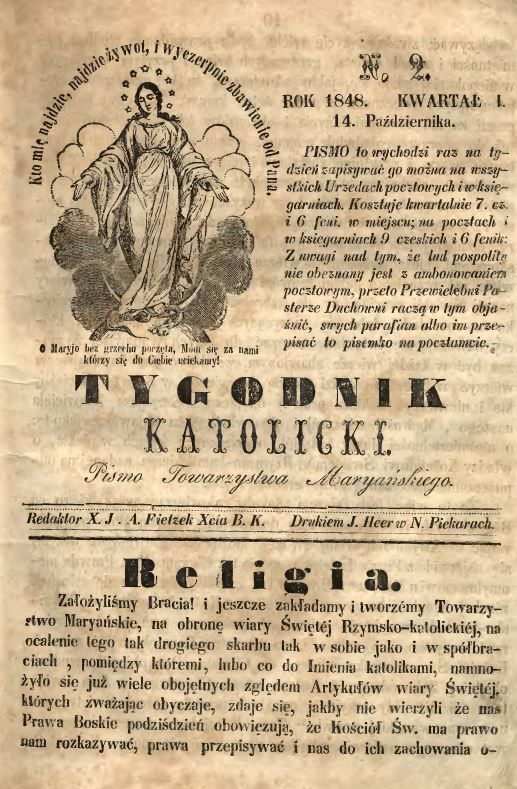
Szata graficzna „Tygodnika Katolickiego” od nr. 1 do 13.

Nim pojawił się kolejny periodyk na piekarskim rynku wydawniczym, musiało upłynąć ponad 18 lat. Nowy rozdział otworzył „Zwiastun Górnoszlązki. Pismo poświęcone wiadomościom religijnym i politycznym”, które było najdłużej wydawanym przez Teodora Heneczka wydawnictwem ciągłym. Pierwszy numer „Zwiastuna” ukazał się 31 stycznia 1868 r., a ostatni 26 grudnia 1872 r. Rocznie czytelnicy mogli sięgnąć do 52 numerów tygodnika, liczących w sumie 416 stron. Wyjątkiem był rok 1869, gdy ukazały się 53 numery o łącznej objętości 436 stron. Winieta nowego pisma składała się z napisu „Zwiastun Górnoszlązki” w kształcie łuku oraz motywu graficznego w postaci inicjałów Matki Boskiej na tle szarfy, krzyża i promieni skierowanych na wszystkie strony świata. Motyw winiety uległ później pewnej modyfikacji poprzez dodanie podtytułu pisma i wyprostowanie napisu. Tytuł czasopisma miał pochodzić od dnia Zwiastowania Matki Boskiej, w którym podjęto decyzję o jego wydawaniu. Nazwa miała także zwiastować lepszą przyszłość mieszkańcom Śląska. Powstanie pisma wiązało się z prowa-dzoną przez Kościół akcją umacniania ludu w wierze katolickiej. Pismo na swoich łamach miało do zaoferowania artykuły religijne, opisy miejsc świętych, wiadomości ze świata, fragmenty utworów literackich, rozmaitości, kronikę zagraniczną, zagadnienia polityczne, wiadomości gospodarskie, astronomiczne, a nawet kurs giełdy wrocławskiej. Pojawiały się również oferty pracy miejscowych rzemieślników i przedsiębiorców, które czasami drukowane były w języku polskim i niemieckim. Treści w „Zwiastunie Górnośląskim” ukazywały bolączki życia religijno-społecznego Ślązaków, jak: laicyzacja życia, poddawanie się wpływom protestanckim, łamanie przykazań bożych, popadanie w alkoholizm i brak dbałości o rodzinę. W związku z niską popularnością czasopisma biskup Włodarski postanowił zainterweniować i polecił zatrudnić w redakcji nauczyciela z Pielgrzymowic Karola Miarkę (1825-1882), który miał za zadanie nadać czasopismu atrakcyjniejszą formę. Już w 1869 r. liczba abonentów pisma wzrosła do 3 tysięcy. Karol Miarka jako redaktor opracowywał artykuły starannie, nie zapominając o patriotycznych akcentach i przystępnej formie. Publikował interesujące dla odbiorców treści, np. Dialogi między Wojciechem a Jakubem, w których podawał aktualne wiadomości. Jego teksty zgodnie z wolą założycieli pisma trzymane były w duchu katolickim. Miarka zaprosił do publikowania wielu autorów: ks. Norberta Bończyka, Juliusza Ligonia, ks. J. Kühna, ks. Antoniego Stabika, ks. Serwatowskiego, ks. Matuszyńskiego, ks. Antoniego Sobotę. W tamtym czasie na łamach „Zwiastuna” swoje pierwsze kroki na niwie literackiej stawiali Wawrzyniec Hajda oraz Daniel Szendzielorz. W czasie wydawania „Zwiastuna Górnośląskiego” została zainicjowana w Piekarach seria Wydawnictwo Katolickie Dobrych a Tanich Książek z zamiarem przygotowania katalogu wartościowych dzieł literatury polskiej i wydawania ich w Niemieckich Piekarach. Nie trzeba było długo czekać na odzew. Do redakcji zaczęły spływać propozycje wydania wielu książek. Autorzy nadsyłali rękopisy swoich tekstów lub tłumaczenia książek z języka niemieckiego lub francuskiego. Nadsyłane propozycje dotyczyły w znacznej mierze literatury religijnej, co było zgodne z przyjętym profilem wydawnictwa i zaowocowało w następnych miesiącach wydrukowaniem wielu książek, które były reklamowane na łamach „Zwiastuna Górnośląskiego. Czasopismo Teodora Heneczka było odzwierciedleniem XIX-wiecznej obyczajowości, mentalności, a czasami także zabobonności. Na jego podstawie możemy poznać ówczesny stan wiedzy z zakresu gospodarki, rolnictwa, higieny i medycyny, przejawiający się proponowanymi w dziale Rozmaitości, Gospodarstwo i Lekarstwo osobliwymi radami:
Przeciw wzdęciu bydła okazała się woda mydlana jako niezawodny środek. Wodą tą smaruje się bydlęciu język a niebawem potem poczynają odchodzić wiatry i nastąpi wypróżnienie a bydlę zostanie uratowane.
Po ukąszeniu od żmii jak tylko można najśpieszniej bierze się młodego gołąbka, nie umiejącego latać i tylną częścią, czyli kanałem odchodowym, przykłada się na ranę. Po kilku minutach zaczyna pisklę nabrzmiewać i puchnie do tego stopnia, że aż pęka, wydając huk podobny do wysadzonego korka z butelki piwa. Gdy to nastąpi, za niedługo znika zaognienie około rany i ukąszony zostaje wyleczony.

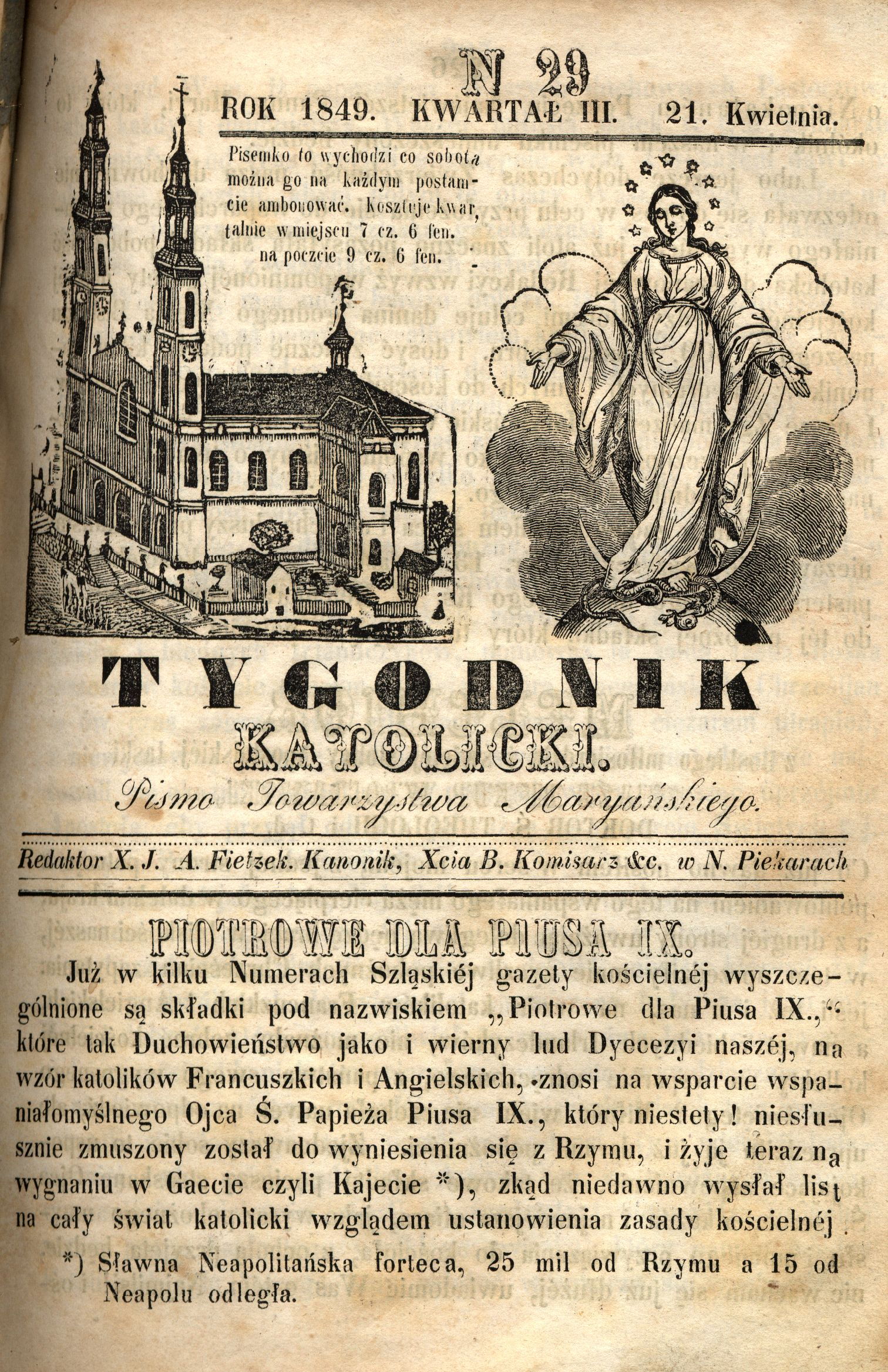
Wygląd strony tytułowej „Tygodnika Katolickiego” od nr. 14 do 46.

„Zwiastun Górnośląski” był czasopismem niosącym bardzo zróżnicowane treści, wywołującym wśród czytelników wiele emocji, angażując ich do wyrażania swoich opinii i sądów, często pod płaszczykiem anonimowości. Czasopismo pełniło rolę forum wymiany poglądów także dla samego wydawcy i redaktora Teodora Heneczka. Wchodził on w bardzo rozbudowane polemiki z osobami, z którymi nie było mu po drodze w sferze wiary, światopoglądu czy przekonań. Teodor Heneczek, odznaczając się dużym temperamentem, wplątał się w polemikę i konflikt z Karolem Miarką i ks. Pawłem Kamińskim.
Od 1 stycznia 1870 do 7 lipca 1871 roku „Zwiastunowi Górnośląskiemu” towarzyszył „Dodatek” w tym samym formacie i o te samej liczbie stron. Można go było kupić osobno lub w prenumeracie z głównym wydaniem. Za druk pisma oczywiście odpowiadał Teodor Heneczek. Można było w nim znaleźć doniesienia polityczne z Prus i innych krajów, streszczenia artykułów z czasopism wydawanych we Lwowie, Tarnowie, Poznaniu i Krakowie, korespondencję misjonarzy z odległych krajów, wiadomości dla rolników. Pismo pełniło przy tym pożyteczną rolę – publikując np. daty targów odbywających się na terenie nie tylko Śląska, ale także Prus Wschodnich, Zachodnich, Wielkiego Księstwa Poznańskiego, Pomorza, Niemiec itp. Dla miłośników poezji „Dodatek Zwiastuna” zamieszczał wiersze nadsyłane przez samych czytelników, niestety sygnowane jedynie inicjałami, co mocno utrudnia rozpoznanie konkretnych autorów. Czytelnicy mogli również poznać nowości wydawnicze poznańskich, lwowskich, wrocławskich, a nawet berlińskich oficyn. Dzięki zamieszczanym ogłoszeniom dowiemy się o szerokim asortymencie różnych sklepów z terenu Śląska. „Dodatek Zwiastuna” cieszył się popularnością z uwagi na cykliczne wierszowane zagadki publikowane w każdym numerze. Czytelnicy wysyłali do redakcji również ubrane w literacką formę odpowiedzi, dzięki czemu zapewniali sobie i innym czytelnikom rozrywkę.

### Promotor Nabożeństwa do ś. Józefa i Przenajświętszej Rodziny

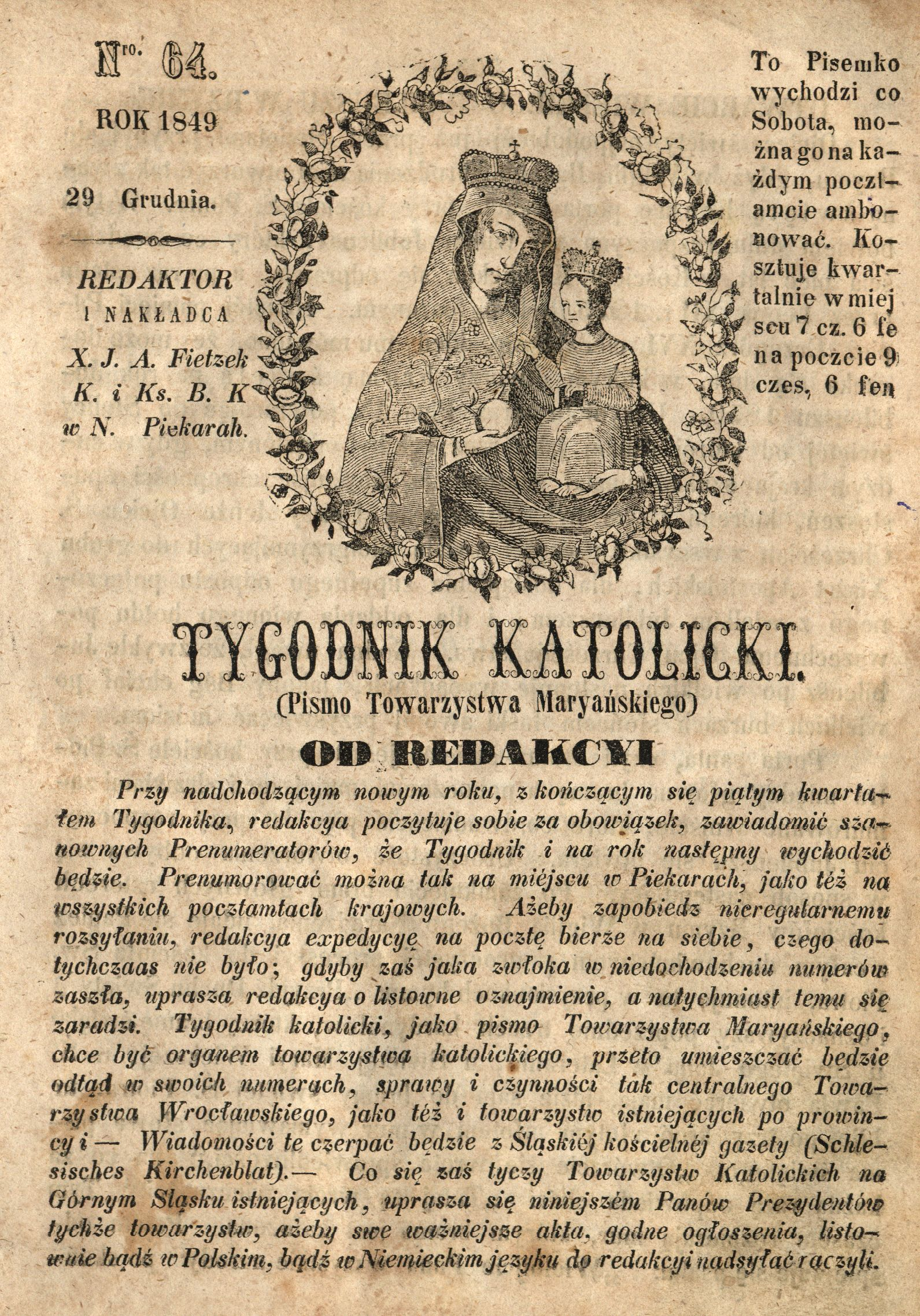
Szata graficzna strony tytułowej „Tygodnika Katolickiego” od nr. 47.

W ostatnim kwartale 1870 r. Teodor Heneczek rozpoczął drukowanie nakładem Wydawnictwa Katolickiego periodyku o stricte religijnym charakterze pod długim tytułem „Promotor Nabożeństwa do ś. Józefa i Przenajświętszej Rodziny”. Pismo początkowo ukazywało się w stolicy wielkopolski, ale Teodor Heneczek nabył prawa wydawnicze od karmelitanek bosych i przeniósł redakcję do Piekar. Liczył, że duchowieństwo zainteresuje się licznie nowym czasopismem i zrekompensuje straty wynikające ze słabej sprzedaży „Zwiastuna Górnośląskiego”. „Promotor” był dwumiesięcznikiem i znacząco różnił się formą zewnętrzną od innych wydawnictw ciągłych z tamtego okresu. Przede wszystkim miał wygląd małej książeczki o wymiarach 10,5x16,5 cm. Treść „Promotora” skupiała się na postaci św. Józefa Opiekuna Świętej Rodziny. Publikowane były świadectwa, rozprawki, pouczenia i modlitwy ku czci św. Józefa. Dla przeciętnego odbiorcy, nie wtajemniczonego w skomplikowane zagadnienia teologiczne, mogło być to czasopismo mało atrakcyjne lub po prostu niezrozumiałe. Ponieważ nie przynosiło założonych zysków, Teodor Heneczek zaprzestał jego drukowania w 1872 r.

## Pamięć o Teodorze Heneczku
Pierwszą inicjatywą mającą na celu trwałe jego upamiętnienie było zamontowanie tablicy na budynku przy ul. Bytomskiej 176, w którym Teodor Heneczek prowadził drukarnię w latach 1847-1862. W dzielnicy Centrum, na osiedlu Wieczorka Teodor Heneczek patronuje od wielu lat jednej z ulic. W latach 1997–1999, staraniem Komitetu Obywatelskiego i ówczesnych władz Piekar Śląskich, z prezydentem Andrzejem Żydkiem na czele, zostały zainicjowane prace nad uporządkowaniem grobu Teodora Heneczka. Chodzi o cmentarz przy kościele św. Jerzego i św. Tekli w Nowosielcach Kozickich, w województwie podkarpackim, w gminie Ustrzyki Dolne. Jesienią 1997 roku członkowie piekarskiego Komitetu Obywatelskiego, po uporządkowaniu miejsca spoczynku, przywieźli urnę wypełnioną ziemią z grobu Teodora Heneczka i złożyli ją w kaplicy na cmentarzu w Piekarach Śląskich. W trakcie uroczystości na piekarskim cmentarzu odsłonięto także tablicę pamiątkową znajdującą się tam do dziś. 22 maja 1999 roku po dwuletnich staraniach piekarzan i członków rodziny odbyła się w Nowosielcach Kozickich uroczystość odsłonięcia i poświęcenia nowej płyty na grobie drukarza. Wśród osób, które uczestniczyły w tym wydarzeniu, byli członkowie rodziny Heneczka: Janina Halina Osoba – praprawnuczka jednej z jego sióstr i Maciej Heneczkowski – praprawnuk Rudolfa Heneczka, starszego brata Teodora. Piekary Śląskie reprezentował ówczesny prezydent miasta Andrzej Żydek, wiceprezydenci Grzegorz Gowarzewski i Karol Paczula, wiceprzewodniczący Rady Miasta Henryk Opiełka, członek Zarządu Miasta Jerzy Kulanek i przewodniczący Piekarskiego Komitetu Obywatelskiego Wiesław Umiński oraz kilkudziesięcioosobowa reprezentacja mieszkańców Piekar Śląskich. Swoją obecność zaznaczyli również przedstawiciele lokalnego samorządu miasta i gminy Ustrzyki Dolne w osobie przewodniczącego Rady Miejskiej Stanisława Nahajowskiego, burmistrza Stanisława Leszegi i wiceburmistrza Stanisława Kaczmaryka. Pojawili się także mieszkańcy Nowosielec Kozickich, a także członkowie Oddziału Bieszczadzkiego Towarzystwa Opieki nad Zabytkami w Ustrzykach Dolnych, m.in. Mieczysław Darocha, Andrzej Szczerbicki i Maciej Augustyn

### Projekt Biblioteki w Piekarach Śląskich
W 2017 roku, w związku z 200. rocznicą urodzin Teodora Heneczka i 170. rocznicą otwarcia przez niego jednej z pierwszych polskich drukarni na Górnym Śląsku, Miejska Biblioteka Publiczna im. Teodora Heneczka zrealizowała projekt edukacyjno-historyczny "Po czcionce do książki. Śladami piekarskiego drukarza Teodora Heneczka". Projekt został dofinansowany ze środków Muzeum Historii Polski w Warszawie w programie "Patriotyzm Jutra". Celem projektu była popularyzacja polskiej historii, kultury, języka i słowa drukowanego w XIX-wiecznym, administracyjnie niemieckim mieście. W ramach projektu przeprowadzone zostały działania o charakterze edukacyjnym, zachęcające dzieci, młodzież i dorosłych do poznania historii zasłużonego mieszkańca miasta. 12 i 14 czerwca 2017 odbyło się w bibliotece dziesięć warsztatów papierniczych i drukarskich. W zajęciach wzięło udział ok. 200 dzieci ze szkół podstawowych, które miały okazję poznać tajniki czerpania i barwienia papieru, kaligrafowania, ilustrowania oraz drukowania metodami tradycyjnymi. Między 25 sierpnia a 7 października 2017 r. biblioteka ogłosiła konkurs historyczno-literacki "Legenda o piekarskim drukarzu". Zadaniem konkursowym było napisanie niedługiego tekstu legendy nawiązującej do życia i działalności Teodora Heneczka. 19 października 2017 r. w Miejskiej Bibliotece Publicznej w Piekarach Śląskich odbył się wernisaż wystawy o Teodorze Heneczku przygotowanej przez opiekuna Izby Regionalnej Łukasza Żywulskiego. Była to także okazja do podsumowania projektu "Po czcionce do książki." Wydarzenie zostało połączone z uroczystością oficjalnego nadania imienia bibliotece. Uroczystego przecięcia wstęgi na symbolicznej tablicy z imieniem patrona dokonała Prezydent Miasta Piekary Śląskie Sława Umińska-Duraj oraz Dyrektor Miejskiej Biblioteki Publicznej w Piekarach Śląskich Joanna Naczyńska. Akt uchwały Rady Miejskiej informujący o nadaniu imienia przekazała bibliotece wiceprzewodnicząca Rady Miasta Piekary Śląskie Gabriela Kossakowska. W trakcie wernisażu miało miejsce uroczyste wręczenie nagród w konkursie na legendę o piekarskim drukarzu. Autorkom najlepszych prac nagrody i pamiątkowe dyplomy wręczyła Prezydent Miasta Piekary Śląskie Sława Umińska-Duraj, pod której patronatem odbywał się konkurs i wystawa.

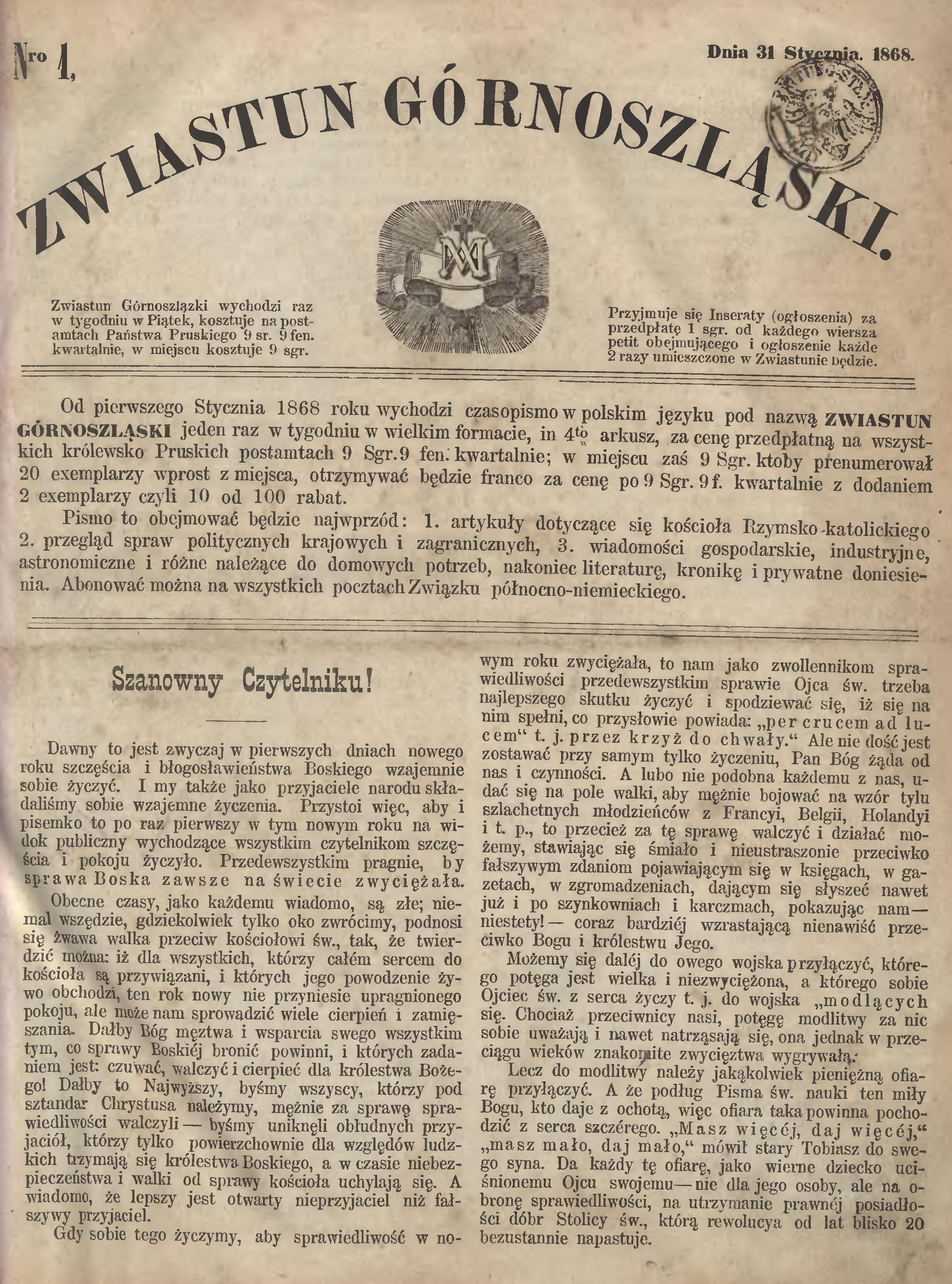
Szata graficzna "Zwiastuna Górnośląskiego"

### Krój pisma "Heneczek"
W 2017, w ramach projektu Miejskiej Biblioteki Publicznej im. Teodora Heneczka w Piekarach Śląskich pt. „Po czcionce do książki. Śladami piekarskiego drukarza Teodora Heneczka” powstał krój pisma Heneczek. Pomysł zaprojektowania fontu zrodził się w związku z 200. rocznicą urodzin drukarza i 170. rocznicą otwarcia przez niego pierwszej polskiej drukarni w Piekarach Śląskich. Krój Heneczek jest wzorowany na czcionce użytej w książce „Matka świętych Polska, albo Żywoty świętych, błogosławionych, wielebnych, świątobliwych, pobożnych Polaków i Polek…”, wydrukowanej w Niemieckich Piekarach (obecnie Piekary Śląskie) w 1850 przez Teodora Heneczka. Autorem kroju jest Damian Langosz - absolwent wydziału grafiki Akademii Sztuk Pięknych we Wrocławiu, który w czerwcu 2018 roku otrzymał za ten font nagrodę główną w konkursie Polish Graphic Design Awards 2017.